# Ubichinon
Ubichinon, koenzym Q10 – organiczny związek chemiczny z grupy chinonów, występujący w mitochondriach komórek roślinnych i zwierzęcych. Jest odpowiedzialny za przenoszenie elektronów w łańcuchu oddechowym. Po przyłączeniu elektronów swobodnie porusza się w wewnętrznej błonie mitochondrialnej umożliwiając transport elektronów między kompleksami białek łańcucha oddechowego, które wbudowane są w wewnętrzną błonę mitochondrialną. Przenosi elektrony między dehydrogenazą NADH (kompleks I), względnie reduktazą bursztynian-koenzym-Q (kompleks II) na kompleks cytochromów bc1, jest więc miejscem zejścia się dróg elektronów pochodzących z NADH oraz FADH2.
Ubichinon stosowany jest jako kosmetyk i suplement diety.

## Budowa
Nazwą ubichinon określa się grupę związków różniących się długością bocznego łańcucha izoprenoidowego. W ludzkich mitochondriach najpowszechniej występuje ubichinon Q10, w którym łańcuch boczny zbudowany jest z 10 jednostek izoprenowych.

Przeczytaj ostrzeżenie dotyczące informacji medycznych i pokrewnych zamieszczonych w Wikipedii.